# Ruský lunární program
Ruský lunární program je ruský program na průzkum Měsíce. Roskosmos plánuje provést nové nepilotované mise Luna. Jedná se o několik průzkumných robotických misí k Měsíci, začínající přistáním sondy Luna 25 v srpnu 2023. Cena tohoto programu měla být asi 39 miliard rublů. Tato částka má zahrnovat finanční prostředky na vytvoření systému, dodávky kosmických lodí a nosičů a provedení startů.
Obnovení průzkumu Měsíce, přerušeného v roce 1976 po skončení původního programu Luna, bylo plánováno v průběhu let 2023–2027. Poté měl program pokračovat v pilotovaných lunárních misích, počínaje pilotovanou kosmickou lodí Orjol. Podle plánu mají všechny starty probíhat z nového kosmodromu Vostočnyj.

## Harmonogram
| Název mise                    | Datum vypuštění | Popis mise | Použití nosiče |
| ----------------------------- | --------------- | --- | -------------- |
| Luna 25 (Luna-Glob Lander)    | 10. srpna 2023  | Sonda měla vyzkoušet technologie přistání a zkoumat měsíční povrchu v oblasti jižního pólu, ale zanikla při nárazu na povrch Měsíce, když se 19. srpna dostala na neplánovanou oběžnou dráhu. | Sojuz 2.1b     |
| Luna 26 (Luna-Resurs Orbiter) | 2027 (plán)     | Orbitální zařízení. Průzkum a mapováni Měsíce. | Sojuz 2.1b     |
| Luna 27 (Luna-Resurs Lander)  | 2028 (plán)     | Přistávací zařízení. Průzkum měsíčního povrchu a ověření technologií pro vytvoření trvalé základny na Měsíci.                                                                                 | Sojuz 2.1b     |
| Luna 28 (Luna-Grunt)          | 2030+ (plán)    | Doprava vzorků měsíční půdy na Zemi. | Sojuz 2.1b     |

## Galerie

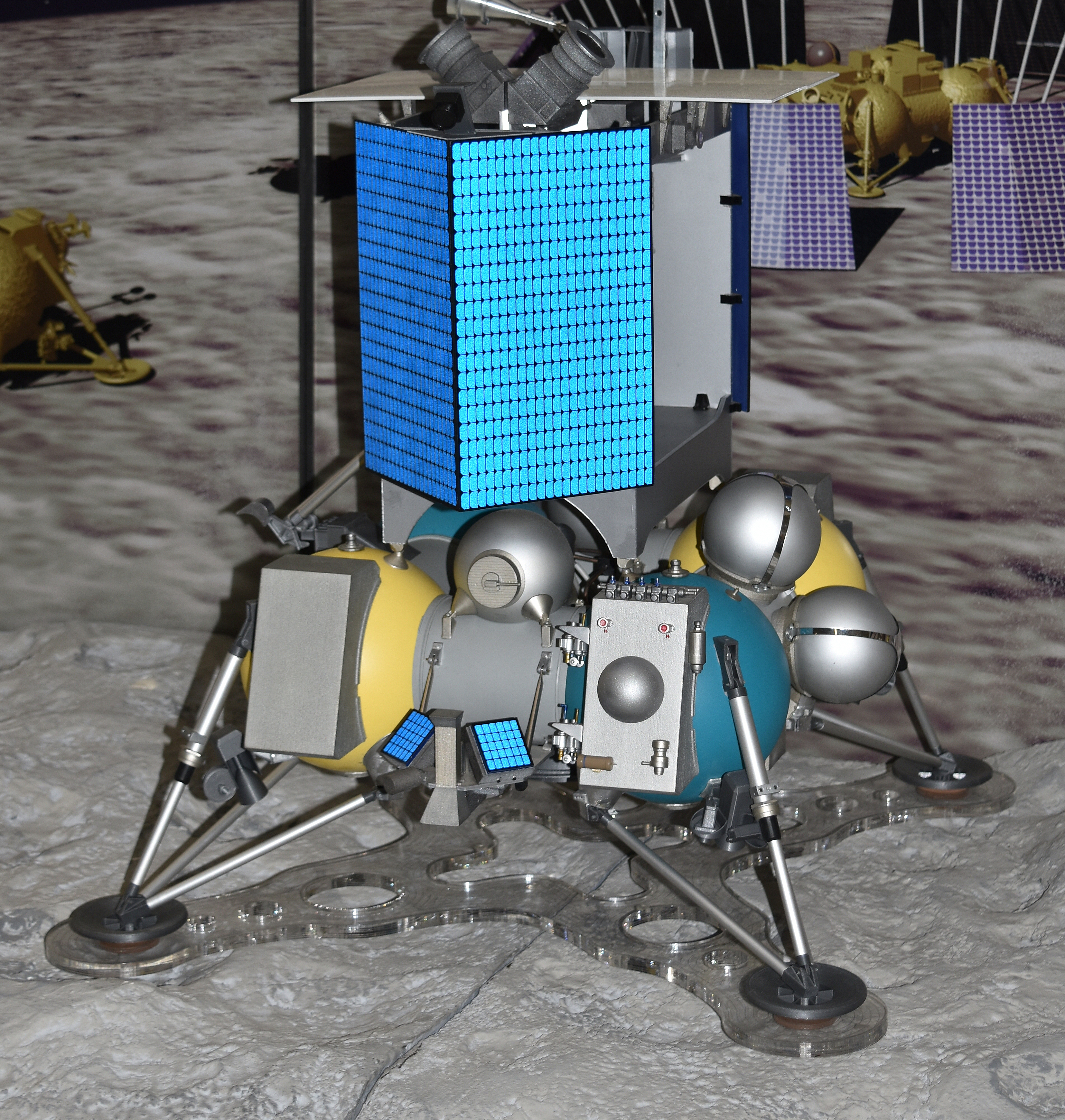
Luna 25
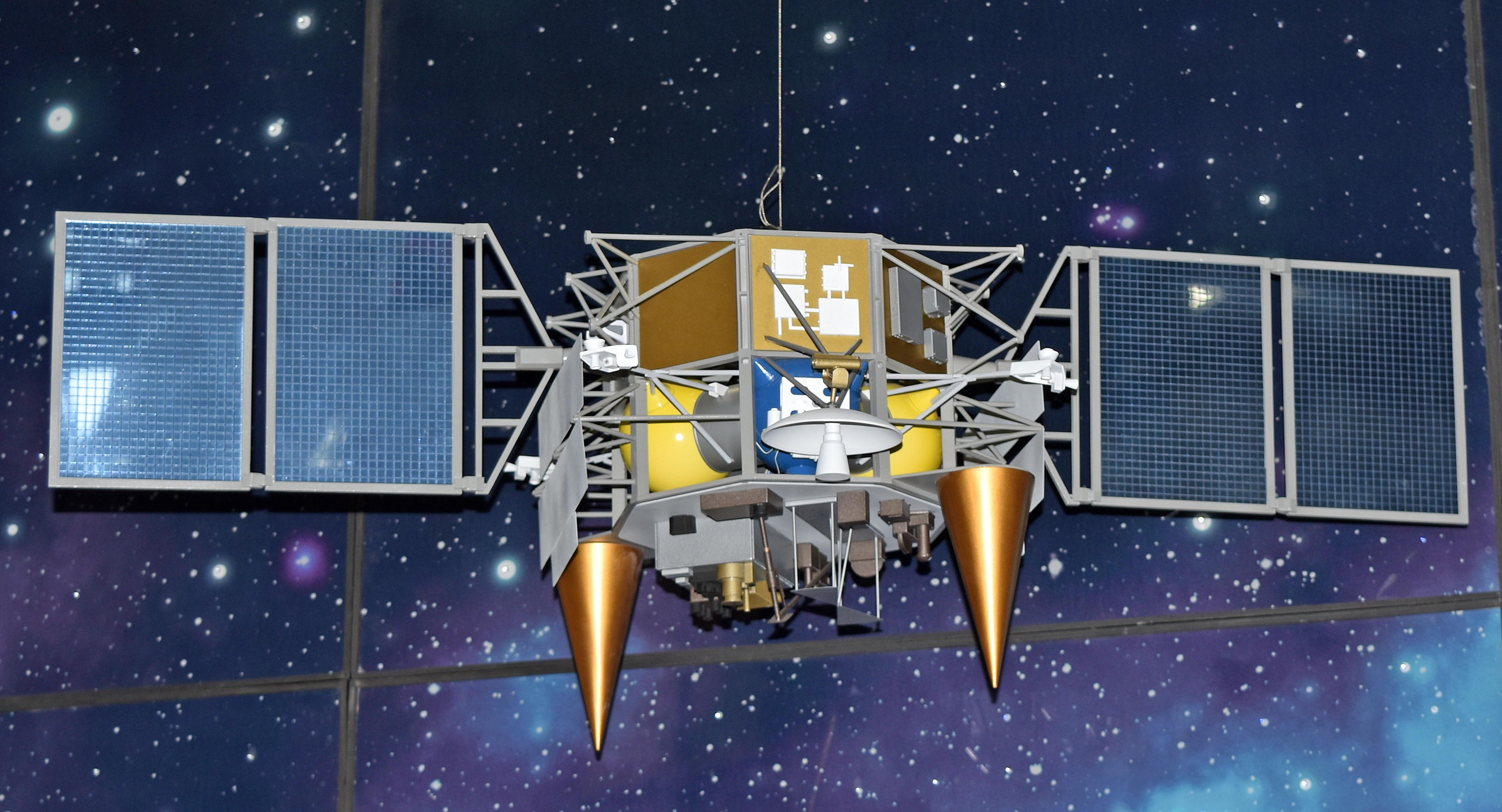
Luna 26
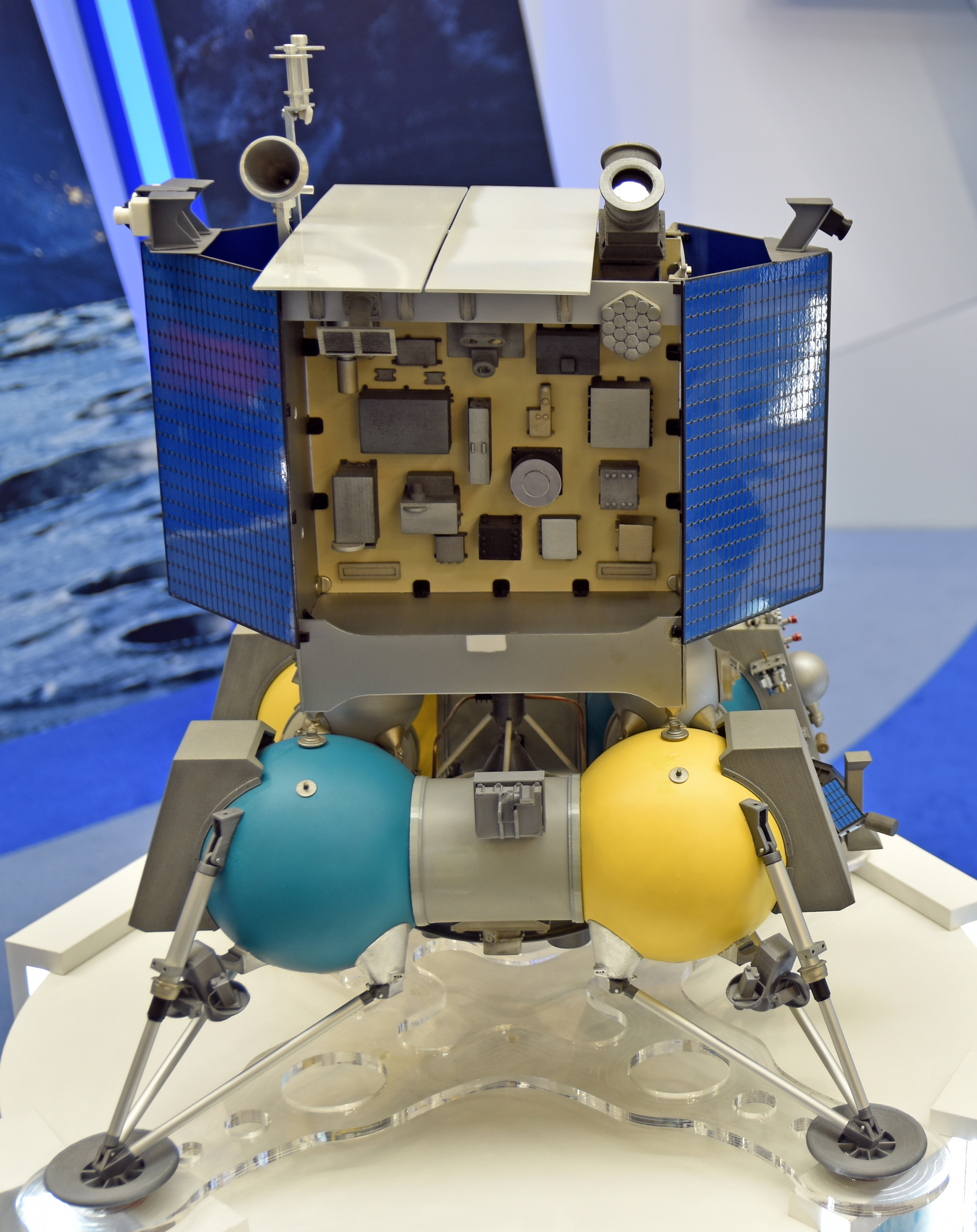
Luna 27

## Měsíční základna
Od roku 2008 se plánovalo po skončení prvotní série sond Luna vybudování robotické základny na Měsíci, známé jako Lunnyj poligon (Лунный полигон). Základna měla být dokončena během třicátých let 21. století. Zpočátku měla být obydlena nejvýše čtyřmi osobami, jejich počet měl později stoupnout až na 12 osob. K zajištění pilotovaných letů na Měsíc měla sloužit kosmická lod Orjol.